# Immersaria mehadiana
Immersaria mehadiana är en lavart som beskrevs av Calat. & Rambold. Immersaria mehadiana ingår i släktet Immersaria och familjen Lecideaceae.   Inga underarter finns listade i Catalogue of Life.